# ピースオブワールド
ピースオブワールド（欧字名:Peace of World、2000年2月18日 - ）は、日本の競走馬、繁殖牝馬。
2002年のJRA賞最優秀2歳牝馬である。同年の阪神ジュベナイルフィリーズ（GI）、ファンタジーステークス（GIII）を優勝した。

## 経歴

### デビューまで
ビバムールは、1992年にアイルランドで生産された父カーリアンの牝馬である。1994年に日本にもたらされ、中央競馬でデビュー。1996年までの3年間で12戦2勝という成績を残して引退し、北海道静内町の千代田牧場で、繁殖牝馬となっていた。そして1997年から1998年には、ビバムールの全姉であるウェルシュマフィンの仔タイキシャトルが日本とフランスのGI級競走5勝の活躍を見せていた。すなわちビバムールは、タイキシャトルの近親として繁殖生活を送ることとなった。
初年度は、フジキセキ、ティンバーカントリーと交配して、いずれも不受胎となったが、2年目はバブルガムフェローと交配して初仔を生産した。そして1999年、3年目は、サンデーサイレンスが交配相手となる。近親にタイキシャトルがいるビバムールは、千代田牧場内での序列では上位となり、牧場代表の飯田正剛が狙いすまして、サンデーサイレンスをあてがっていた。飯田には明確に狙いがあり、以後3年間連続でサンデーサイレンスがあてがわれることとなる。2000年2月18日、北海道静内町の千代田牧場にて、2番仔となる鹿毛の牝馬（後のピースオブワールド）が誕生する。
2番仔は、激しい気性を持つ傾向が多いサンデーサイレンス産駒にもかかわらず、落ち着いた性格の持ち主だった。また人間が簡単に扱える素直さも兼ね備えていた。牝馬は基本的に自己所有する牧場の方針に従い、牧場の所有馬となる。牧場が自ら所有する際には、先代の飯田正、正の妻の政子、代表の正剛、正剛の妻の良枝の名義を使用していた。名義は、馬の期待度の高さで区別しており、正、政子、正剛、良枝の順で期待度が高かった。そのため、上位の正や政子には流行の種牡馬であるサンデーサイレンスやブライアンズタイムの競走馬である割合が高かった。そんな中、サンデーサイレンス産駒の2番仔は、飯田正の所有で競走馬となった。
2番仔は、栗東トレーニングセンターの坂口正大調教師に託される。千代田と坂口の関係は、構築されたばかりだった。2人が結びついたのは、千代田の飯田正剛が、坂口厩舎の活躍馬マヤノトップガンが好きだったために生産したマヤノトップガン産駒の牝馬「マヤノグレイシー」が、坂口厩舎に入厩したことがきっかけだった。マヤノグレイシーの1歳年下である2番仔は、坂口厩舎入厩2号となった。
千代田牧場は、自らのホームページで馬名案を募集しており、応募のあった「ピースオブドリーム」が採用された。しかし登録申請が通らず、使用できなかった。そこで正剛が改め、「ピースオブワールド」という名で競走馬となる。ピースオブワールドは「世界の平和」を指しており、正剛がアメリカに渡り、キーンランドの競りに臨んだ2001年9月11日にアメリカ同時多発テロ事件が発生したこと、温和な性格で知られる坂口にふさわしいと考えたことが由来だった。
坂口は、ピースオブワールドの騎手に、福永祐一を起用する。坂口と福永はキングヘイローでタッグを組んだ過去があり、東京スポーツ杯3歳ステークスを勝利して期待されたものの、1998年クラシックでは皐月賞2着、東京優駿14着、菊花賞5着で敗退していた。2000年の高松宮記念を優勝してGIタイトルにありついたものの、導いたのは福永ではなく、柴田善臣だった。2000年高松宮記念以降、約2年間重賞タイトルから遠ざかっていた坂口は、再び福永を起用していた。

### 競走馬時代
2002年10月5日、京都競馬場の新馬戦（ダート1400メートル）でデビューする。1番人気の支持を背負っていた。逃げに出て福永が追わずとも伸び、2着以下に1秒差をつける逃げ切りで、初勝利を挙げた。続いて10月20日、芝に替えて臨んだかえで賞（500万円以下）では、馬群から抜け出し、2馬身差をつけて連勝、2勝目を挙げた。
そして11月3日、ファンタジーステークス（GIII）で重賞初挑戦となる。新潟2歳ステークス優勝のワナ、すずらん賞優勝のソルティビッド、函館2歳ステークス2着のトーホウアスカ、野路菊ステークス2着のシーイズトウショウらと対したが、それらを上回る1番人気、単勝オッズ1.4倍に推されていた。
好スタートから逃げに出る選択肢もあったが控えて、ソルティビッドにハナを譲った。ソルティビッドが大逃げを展開する中、離れた2番手、馬群の外側を追走。直線で末脚を発揮して、垂れたソルティビッドをかわし、後れて追い上げるシーイズトウショウやトーホウアスカを振り切った。後方に1馬身4分の1差をつけて決勝線を通過し、重賞初勝利を挙げた。1997年ロンドンブリッジ、1998年プリモディーネ、2001年キタサンヒボタンに続いて史上4頭目となる無敗でのファンタジーステークス優勝を成し遂げた。坂口は、キングヘイローで制した高松宮記念以来となるJRA重賞優勝だった。
続いて12月1日、2歳牝馬のGIである阪神ジュベナイルフィリーズ（GI）に参戦する。ワナやソルティビッド、トーホウアスカ、シーイズトウショウらとの再戦に加え、新たに2勝のオースミハルカ、コスモス賞を制したブランピュールなどが立ちはだかった。他に新馬戦を制したばかりのアドマイヤグルーヴという有望株がいたが、抽選に漏れて参戦叶わず、対決を免れた。おかげで人気は、ピースオブワールドに集中し、単勝オッズ1.5倍の1番人気に推されていた。
参戦にあたり、陣営はこれまでのように先行から抜け出しを考えていたが、ゲート内で長い時間待たされ、スタートで後れを取った。無理に先行せず中団の6、7番手に控え、馬群の外に位置。トーホウアスカが逃げる平均ペースを追走した。第3コーナー過ぎからまくりながら進出し、最終コーナーを大きく外側を回って通過。直線では、内側を回ったヤマカツリリーなどが先頭に立っており、コーナーワークで分が悪いピースオブワールドは、それらの4馬身後方だった。しかし末脚を発揮、加速して追い上げると、たちまちそのビハインドは埋まり、並ぶまもなく差し切っていた。後は独走、差を広げる一方となる。置き去りにしたヤマカツリリーに1馬身半差をつけ、先頭で決勝線を通過した。
4連勝でGI戴冠を果たす。牝馬限定2歳GIが誕生した1991年以降、1991年ニシノフラワー、1994年ヤマニンパラダイス、1995年ビワハイジ、1998年スティンガー以来4年ぶり史上5頭目となる、無敗の阪神ジュベナイルフィリーズ優勝を成し遂げた。また10月初めから2か月かからずの戴冠は、11月初めにデビューした1998年スティンガーに次いで2番目に速かった。そして史上初めて京都デビューからの戴冠を果たしている。また福永は、騎手だった福永洋一の息子であるが、洋一も1971年に前々身の阪神3歳ステークスをヒデハヤテで制しており、1973年キタノカチドキで優勝した武邦彦・1994年ヤマニンパラダイスで優勝した武豊父子以来史上2組目となる父子阪神ジュベナイルフィリーズ優勝を成し遂げていた。また福永にとっては、キングヘイローでの失敗を乗り越え、坂口厩舎へGIタイトルをもたらしている。福永は「少しは恩返しできたかな」と回顧していた。この年のJRA賞では、全261票中261票を集め、満票選出でJRA賞最優秀2歳牝馬を受賞している。
4戦4勝、それにGI戴冠を果たして2歳シーズンを終え、世代首位で翌2003年の牝馬クラシックに臨むことになる。阪神ジュベナイルフィリーズ優勝後は、厩舎に留まって調整され、第一弾の桜花賞へは、トライアル競走を前哨戦にして臨む予定だった。しかし2月、調教中に故障。全治3か月以上の休養を必要とする右橈側手根骨骨折が判明して、桜花賞に参戦できなかった。その後、第二弾優駿牝馬（オークス）（GI）で復帰を果たすも、13着敗退。千代田牧場での夏休みを経て、秋は、ローズステークス（GII）から秋華賞（GI）に臨むが、いずれも4着敗退。スティルインラブに牝馬三冠を許した。
その後、12月の阪神牝馬ステークス（GII）で古馬相手に3着となり、年をまたいで古馬となった2004年2月、3月の京都牝馬ステークス（GIII）、中山牝馬ステークス（GIII）で共に1番人気に推されたが、いずれも着外に敗れた。中山牝馬ステークス翌日に、同牧場の1歳年上の優駿牝馬優勝馬スマイルトゥモローと同時に競走馬を引退した。3月19日付で日本中央競馬会の競走馬登録を抹消する。

### 繁殖牝馬時代
競走馬引退後は、生まれ故郷の千代田牧場で繁殖牝馬となった。初年度こそ流産したが、2年目から6年連続出産を果たした。その後、2019年までに12頭の仔を産み落とし、10頭は競走馬となり、8頭は日本でデビューしている。8頭のうち5頭が勝利を挙げており、最も出世したのは、3勝を挙げて1000万円以下に到達した5番仔モーニングコール（父:ブライアンズタイム）だった。
残る2頭は、輸出されて外国で競走馬となった。8番仔のプロミスオブピース（父:キングカメハメハ）は、ドイツで走り、2017年のドイツダービーに出走し5着となるなど、2勝を挙げた。そして9番仔のウルフィー（父:ノヴェリスト）は、オーストラリアで走り、2019年のクーンジーカップ（G3）を優勝するなど6勝を挙げている。
12番仔を産み落とした翌年の2020年からは、ビーチパトロールと2年連続で交配したがいずれも不受胎となり、2021年1月1日付で用途変更となり、繁殖牝馬から引退した。以後も、千代田牧場で繋養されている。

## 競走成績
以下の内容はnetkeiba.com、JBISサーチの情報に基づく。
| 競走日     | 競馬場 | 競走名        | 格      | 距離 （馬場） | 頭 数 | 枠 番 | 馬 番 | オッズ （人気） | 着順 | タイム （上り3F） | 着差 | 騎手      | 斤量 [kg] | 1着馬 （2着馬）        | 馬体重 [kg] |
| ---------- | ------ | ------------- | ------- | ------------- | ----- | ----- | ----- | --------------- | ---- | ----------------- | ---- | --------- | --------- | ---------------------- | ----------- |
| 2002.10.05 | 京都   | 2歳新馬       |         | ダ1400m（良） | 12    | 1     | 1     | 001.20（1人）   | 01着 | R1:27.7（38.8）   | -1.0 | 0福永祐一 | 53        | （ピサノボニータ）     | 498         |
| 0000.10.20 | 京都   | かえで賞      | 500万下 | 芝1400m（良） | 10    | 1     | 1     | 002.00（1人）   | 01着 | R1:21.5（34.3）   | -0.3 | 0福永祐一 | 53        | （エースインザレース） | 500         |
| 0000.11.03 | 京都   | ファンタジーS | GIII    | 芝1400m（良） | 12    | 8     | 11    | 001.40（1人）   | 01着 | R1:22.2（34.5）   | -0.2 | 0福永祐一 | 54        | （シーイズトウショウ） | 496         |
| 0000.12.01 | 阪神   | 阪神JF        | GI      | 芝1600m（良） | 18    | 3     | 5     | 001.50（1人）   | 01着 | R1:34.7（35.2）   | -0.2 | 0福永祐一 | 54        | （ヤマカツリリー）     | 492         |
| 2003.05.25 | 東京   | 優駿牝馬      | GI      | 芝2400m（良） | 17    | 2     | 4     | 010.10（3人）   | 13着 | R2:28.6（34.3）   | -1.1 | 0福永祐一 | 55        | スティルインラブ       | 488         |
| 0000.09.21 | 阪神   | ローズS       | GII     | 芝2000m（良） | 12    | 6     | 8     | 007.00（3人）   | 04着 | R2:02.0（34.9）   | -0.5 | 0福永祐一 | 54        | アドマイヤグルーヴ     | 478         |
| 0000.10.19 | 京都   | 秋華賞        | GI      | 芝2000m（良） | 18    | 1     | 2     | 011.80（3人）   | 04着 | R1:59.3（35.2）   | -1.2 | 0福永祐一 | 55        | スティルインラブ       | 482         |
| 0000.12.21 | 阪神   | 阪神牝馬S     | GII     | 芝1600m（良） | 16    | 3     | 6     | 005.70（2人）   | 03着 | R1:34.5（33.6）   | -0.2 | 0福永祐一 | 54        | ファインモーション     | 498         |
| 2004.02.01 | 京都   | 京都牝馬S     | GIII    | 芝1600m（良） | 16    | 2     | 3     | 002.00（1人）   | 06着 | R1:34.5（35.2）   | -0.4 | 0福永祐一 | 55        | チアズメッセージ       | 496         |
| 0000.03.13 | 中山   | 中山牝馬S     | GIII    | 芝1800m（良） | 16    | 4     | 8     | 003.30（1人）   | 12着 | R1:47.3（35.3）   | -1.2 | 0福永祐一 | 54        | オースミコスモ         | 490         |

## 繁殖成績
|        | 生年   | 馬名               | 性 | 毛色   | 父                 | 馬主                                | 厩舎                           | 戦績    | 供用 | 出典                 |
| ------ | ------ | ------------------ | -- | ------ | ------------------ | ----------------------------------- | ------------------------------ | ------- | ---- | -------------------- |
|        | 2005年 | 不受胎             |    |        | ブライアンズタイム |                                     |                                |         |      | [ 24 ]               |
| 初仔   | 2006年 | ラブアンドピース   | 牝 | 黒鹿毛 | キングカメハメハ   | 飯田正剛                            | 栗東・坂口正大                 | 1戦0勝  | 繁殖 | [ 32 ]               |
| 2番仔  | 2007年 | オッドアイビーナス | 牝 | 芦毛   | クロフネ           |                                     |                                | 不出走  | 繁殖 | [ 33 ]               |
| 3番仔  | 2008年 | サトノピースピース | 牡 | 青鹿毛 | ブライアンズタイム | 里見治 →和田博美                    | 美浦・国枝栄 →名古屋・荒巻透   | 14戦2勝 | 抹消 | [ 34 ]               |
| 4番仔  | 2009年 | サトノフロンティア | 牡 | 栗毛   | ブライアンズタイム | 里見治 →飯田正剛                    | 美浦・国枝栄 →大井・井上弘之   | 3戦0勝  | 抹消 | [ 35 ]               |
| 5番仔  | 2010年 | モーニングコール   | 牝 | 鹿毛   | ブライアンズタイム | 飯田正剛                            | 栗東・角田晃一                 | 29戦3勝 | 繁殖 | [ 26 ]               |
| 6番仔  | 2011年 | ビバワールド       | 騸 | 鹿毛   | キングカメハメハ   | 窪田康志                            | 栗東・浜田多実雄               | 12戦1勝 | 抹消 | [ 36 ]               |
|        | 2012年 | 不受胎             |    |        | キングカメハメハ   |                                     |                                |         |      | [ 24 ]               |
| 7番仔  | 2013年 | ビバパーチェ       | 牝 | 黒鹿毛 | エンパイアメーカー | 飯田政子                            | 栗東・角居勝彦                 | 3戦0勝  | 繁殖 | [ 37 ]               |
| 8番仔  | 2014年 | Promise of Peace   | 牡 | 栗毛   | キングカメハメハ   | [ 注釈 1 ]                          | ドイツ                         | 20戦2勝 |      | [ 38 ] [ 39 ]        |
| 9番仔  | 2015年 | Wolfe              | 騸 | 栗毛   | ノヴェリスト       | [ 注釈 3 ]                          | 豪州                           | 18戦6勝 |      | [ 42 ] [ 43 ] [ 44 ] |
| 10番仔 | 2016年 | タイムレスワールド | 騸 | 黒鹿毛 | ノヴェリスト       | 飯田正剛 →鈴木雅俊                  | 美浦・武市康男 →水沢・鈴木七郎 | 6戦0勝  | 抹消 | [ 45 ]               |
| 11番仔 | 2017年 | ピースボヌール     | 騸 | 鹿毛   | ルーラーシップ     | (株) スリーエイチレーシング →楊明翰 | 美浦・斎藤誠 →佐賀・井樋明正   | 26戦1勝 | 抹消 | [ 46 ]               |
|        | 2018年 | 種付けせず         |    |        |                    |                                     |                                |         |      | [ 24 ]               |
| 12番仔 | 2019年 | インコントラーレ   | 牡 | 黒鹿毛 | マクフィ           | 高瀬正志                            | 美浦・菊沢隆徳                 | 5戦1勝  | 抹消 | [ 47 ]               |
|        | 2020年 | （不受胎）         |    |        | ビーチパトロール   |                                     |                                |         |      | [ 24 ]               |
|        | 2021年 | （不受胎）         |    |        | ビーチパトロール   |                                     |                                |         |      | [ 24 ]               |

## 血統表
| ピースオブワールドの血統                          | ピースオブワールドの血統        | ピースオブワールドの血統        | （血統表の出典）                | （血統表の出典） |
| 父系                                              | サンデーサイレンス系/ヘイロー系 | サンデーサイレンス系/ヘイロー系 | サンデーサイレンス系/ヘイロー系 | [ § 2 ]          |
| 父 *サンデーサイレンス Sunday Silence 1986 青鹿毛 | 父の父Halo 1969 黒鹿毛          | Hail to Reason                  | Turn-to                         | Turn-to          |
| 父 *サンデーサイレンス Sunday Silence 1986 青鹿毛 | 父の父Halo 1969 黒鹿毛          | Hail to Reason                  | Nothirdchance                   |                  |
| 父 *サンデーサイレンス Sunday Silence 1986 青鹿毛 | 父の父Halo 1969 黒鹿毛          | Cosmah                          | Cosmic Bomb                     | Cosmic Bomb      |
| 父 *サンデーサイレンス Sunday Silence 1986 青鹿毛 | 父の父Halo 1969 黒鹿毛          | Cosmah                          | Almahmoud                       |                  |
| 父 *サンデーサイレンス Sunday Silence 1986 青鹿毛 | 父の母Wishing Well 1975 鹿毛    | Understanding                   | Promised Land                   | Promised Land    |
| 父 *サンデーサイレンス Sunday Silence 1986 青鹿毛 | 父の母Wishing Well 1975 鹿毛    | Understanding                   | Pretty Ways                     |                  |
| 父 *サンデーサイレンス Sunday Silence 1986 青鹿毛 | 父の母Wishing Well 1975 鹿毛    | Mountain Flower                 | Montparnasse                    | Montparnasse     |
| 父 *サンデーサイレンス Sunday Silence 1986 青鹿毛 | 父の母Wishing Well 1975 鹿毛    | Mountain Flower                 | Edelweiss                       |                  |
| 母 *ビバムール Vivante Meule 1992 栗毛            | 母の父Caerleon 1980 鹿毛        | Nijinsky                        | Northern Dancer                 | Northern Dancer  |
| 母 *ビバムール Vivante Meule 1992 栗毛            | 母の父Caerleon 1980 鹿毛        | Nijinsky                        | Flaming Page                    |                  |
| 母 *ビバムール Vivante Meule 1992 栗毛            | 母の父Caerleon 1980 鹿毛        | Foreseer                        | Round Table                     | Round Table      |
| 母 *ビバムール Vivante Meule 1992 栗毛            | 母の父Caerleon 1980 鹿毛        | Foreseer                        | Regal Gleam                     |                  |
| 母 *ビバムール Vivante Meule 1992 栗毛            | 母の母Muffitys 1982 鹿毛        | Thatch                          | Forli                           | Forli            |
| 母 *ビバムール Vivante Meule 1992 栗毛            | 母の母Muffitys 1982 鹿毛        | Thatch                          | Thong                           |                  |
| 母 *ビバムール Vivante Meule 1992 栗毛            | 母の母Muffitys 1982 鹿毛        | Contrail                        | Roan Rocket                     | Roan Rocket      |
| 母 *ビバムール Vivante Meule 1992 栗毛            | 母の母Muffitys 1982 鹿毛        | Contrail                        | Azurine                         |                  |
| 母系(F-No.)                                       | ビバムール(IRE)系(FN:4-d)       | ビバムール(IRE)系(FN:4-d)       | ビバムール(IRE)系(FN:4-d)       | [ § 3 ]          |
| 5代内の近親交配                                   | Hail to Reason 3×5              | Hail to Reason 3×5              | Hail to Reason 3×5              | [ § 4 ]          |
| 出典                                              | 1. 2. 3. 4.                     | 1. 2. 3. 4.                     | 1. 2. 3. 4.                     | 1. 2. 3. 4.      |